# Lophodermium camelliicola
Lophodermium camelliicola är en svampart som beskrevs av Minter 1982. Lophodermium camelliicola ingår i släktet Lophodermium och familjen Rhytismataceae.   Inga underarter finns listade i Catalogue of Life.